# Ana Drago
Pour les articles homonymes, voir Drago.
 (juillet 2018).
Ana Isabel Lobato Drago (née le 28 août 1975, Vila Real de Santo António) est sociologue et femme politique portugaise.